# Bevrijding van Delfzijl
De slag om Delfzijl is, op de slag om Texel na, de laatste slag in Nederland in de Tweede Wereldoorlog en staat in de militaire geschiedenis ook bekend als "Operation Canada".
De slag begon op 23 april 1945 en eindigde tien dagen later op 2 mei 1945. Verantwoordelijk voor de bevrijding was de 5e Canadese Pantserdivisie. Deze divisie bestond in 1945 o.a. uit de 5e Pantserbrigade (o.a. New Brunswick Hussars, The Westminster Regiment en The British Columbia Dragoons), de 11e Infanteriebrigade (o.a. Perth Regiment, Cape Breton Highlanders, Irish Regiment of Canada) en ondersteunende units (o.a. 8e regiment veldartillerie, 12e regiment veldartillerie, 17e regiment veldartillerie). In de slag om Delfzijl speelden ook The Royal Canadian Dragoons, The Regina Rifle Regiment, The Royal Winnipeg Rifles and The Canadian Scottish Regiment met name in het begin een belangrijke rol.
Verantwoordelijk voor het bemannen van de Duitse luchtdoelbatterijen in en rondom Delfzijl was de Marine Flak Abteilung 256 als onderdeel van het 6e Marineflakregiment.

## Achtergrond

### Opmars naar Noord-Nederland
Op 28 maart 1945, na de slag om de Rijn, werd door Veldmaarschalk Montgomery de opdracht gegeven de resterende bezette provincies van Nederland te bevrijden. Voor deze taak werd het Canadese Eerste Leger aangewezen. Binnen deze legereenheid werd het 2e Canadese Legerkorps verantwoordelijk voor de bevrijding van het noorden van Nederland, naast de Poolse tankdivisie. Ook onder andere Franse parachutisten en Belgische commando's speelden een rol. Het 2e Canadese Legerkorps bestond onder andere uit de 2e Canadese infanteriedivisie, de 3e Canadese infanteriedivisie, 2nd Armoured Brigade, 4th Canadian Armoured Division en 5th Canadian Armoured Division.
De 3e infanteriedivisie onder leiding van Majoor-Generaal Keefler bevrijdde onder andere Zutphen (8 april), Deventer (11 april), Zwolle (14 april) en trok vervolgens in noordwestelijke richting om Leeuwarden te ontzetten. Dit lukte op 15 april 1945. Op 18 april 1945 werden de laatste stellingen van de Duitsers nabij Makkum veroverd.

### Bevrijding van Groningen

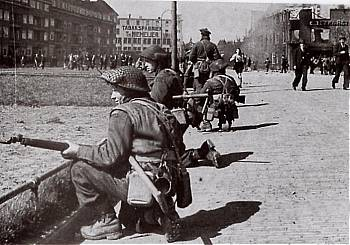
Canadese soldaten vechtend in Groningen

De 2e infanteriedivisie onder leiding van Majoor-Generaal A.B. Matthews trok op naar het noorden met als doel de bevrijding van Groningen. Op 1 april werden de Duitsers verdreven uit Doetinchem. Vervolgens trokken de Canadezen over het Twentekanaal om Holten op 8 april te bevrijden. Op 11 april volgde Ommen. Operatie Amherst vond plaats, en Assen werd bevrijd op 13 april. Daarna kwam de stad Groningen in beeld. De slag om Groningen duurde drie dagen en kostte het leven aan 43 Canadese soldaten. Groningen werd bevrijd op 16 april 1945.

## Opmars naar Delfzijl
De opmars naar Delfzijl kon beginnen. Vanaf twee kanten rukten de Canadezen op om de havenstad Delfzijl te ontzetten. De Canadese 3e infanteriedivisie kreeg de opdracht om Emden in te nemen, waarbij hieraan parallel Delfzijl aangevallen moest worden door de 5e Canadese Pantserdivisie. Door de druk op Delfzijl op te voeren moest worden voorkomen dat Duitse troepen vluchtten naar Emden om alhier de stellingen te versterken en het de 3e Infanteriedivisie extra moeilijk te maken. Al met al was duidelijk dat Delfzijl voor beide partijen van enorm strategisch belang was.
Delfzijl werd door Adolf Hitler als "Festung" bestempeld. Dit betekende dat het gehele gebied rondom Delfzijl tot de laatste man en de laatste kogel verdedigde diende te worden. Het gebied was onderdeel van de "Festung Emden".

## Pocket Delfzijl
De Duitse bezetter had zich stevig ingegraven in Delfzijl. Grote gebieden ten noorden van het Afwateringskanaal en ten zuiden van het Damsterdiep waren geïnundeerd door het openen van de zeesluizen. De Canadezen konden dus alleen via het zuiden (en zuidoosten) en via het noordwesten oprukken. In deze gebieden werden mijnenvelden, mitrailleurnesten, geschutstellingen en onder andere tankgrachten, loopgraven, prikkeldraadversperringen en wegversperringen aangelegd om de opmars te vertragen en de havenstad te beschermen. De Duitsers hadden daarnaast een "outer perimeter" of buitenste verdedigingslinie gedefinieerd om aldaar de serieuze verdediging van Delfzijl ter hand te nemen. Deze lijn, bestaande uit een prikkeldraadversperring met loopgraven, liep grofweg van de Punt van Reide via Woldendorp, Wagenborgen, Meedhuizen, Appingedam, Jukwerd, Bierum en Hoogwatum naar de kust.

## De slag
De slag kenmerkte zich door felle en langdurige gevechten. Delfzijl Pocket was zwaar verdedigd en werd door de Duitsers dan ook als strategisch belangrijk gezien. Dit gold echter ook voor de geallieerden. De haven kon, na de bevrijding, dienen als aanvoerhaven voor voedsel om de bevolking te bevoorraden na de hongerwinter 1944-1945. Daarnaast was Delfzijl van belang om Emden te veroveren. 
De vier kustbatterijen in en rond Delfzijl (in Nansum, Delfzijl (twee stuks aan noordwestzijde van de haven), Fiemel/Termunten en Dollart Süd/Carel Coenraadpolder) beschermden de haven van Emden en de Eems, waardoor deze Duitse haven in potentie bedreigend bleef voor de geallieerde opmars naar Noord-Nederland en Duitsland. Deze kustbatterijen zaaiden ook dood en verderf onder de oprukkende Canadese troepen.
In totaal sneuvelden 62 Canadese militairen en raakten er 180 gewond. De verliezen aan Duitse zijde zijn onbekend.

## Dag 1: 23 april 1945
De bevrijding van Delfzijl begon deze dag om 23:00.

#### Perth Regiment
Het Perth Regiment trekt op vanaf Godlinze en probeert de zeedijk te bereiken. Tevens worden eenheden gestuurd richting Holwierde, maar daar komen ze al snel onder zwaar artillerievuur van de Duitsers te liggen.

#### British Columbia Dragoons
Deze eenheid had oorspronkelijk als taak om als tankeenheid ondersteuning te bieden bij de bevrijdingsacties, maar krijgt al snel de opdracht om als infanterie-eenheid actief mee te doen in de strijd. Ze trekken vanaf Loppersum via Leermens, Oosterwijtwerd en Jukwerd naar Appingedam. In Appingedam nemen ze de gevechten over van de Royal Winnipeg Rifles, die richting de Duitse grens zijn gedirigeerd om in Duitsland te vechten

#### Canadian Scottish Regiment
Het Canadian Scottish Regiment voert zware gevechten in Wagenborgen in een poging dit dorp te bevrijden. Ze vechten zich van huis tot huis een weg richting de noordzijde van het dorp, maar worden door de Duitse troepen en artillerie zwaar onder vuur genomen. Zelfs met tankondersteuning van het 8th New Brunswick Hussars is het erg moeilijk om Wagenborgen in handen te krijgen.

#### Irish Regiment of Canada
Het Irish Regiment of Canada krijgt als opdracht mee om op te trekken richting Siddeburen en daar bivak te maken. Het regiment maakte zich gereed voor deelname aan de strijd om het Canadian Scottish Regiment te vervangen.

#### Royal Winnipeg Rifles
Deze eenheid neemt deel aan gevechten rondom Appingedam samen met de British Columbia Dragoons. De Royal Winnipeg Rifles mag de eer krijgen Appingedam bevrijd te hebben en zal na deze dag richting Duitsland optrekken om daar verder te vechten.

#### Regina Rifle Regiment
Deze eenheid wordt richting Beerta en Finsterwolde gestuurd om richting de Dollard te trekken. Deze weten ze deze dag niet te bereiken mede door zwaar verzet van de Duitse artillerie.

#### 8th Field Regiment
Deze artillerie-eenheid staat opgesteld in en rondom Wirdum om de optrekkende Canadese infanterie vuursteun te geven. Ze komen zelf ook onder zware vuur te liggen, maar blijven vuursteun geven.

## Dag 2: 24 april 1945

#### Perth Regiment
Het Perth Regiment is actief rondom Holwierde en Krewerd. Ze liggen onder zware vuur deze dag en maken erg weinig vordering.

#### British Columbia Dragoons
Deze eenheid vecht deze dag rondom Appingedam en vuurt met de spaarzame tanks onder andere op de batterij Delfzijl. Ze voeren nog verkenning uit ten zuiden van Appingedam om de laatste Duitse eenheden uit de stad te verjagen.

#### Canadian Scottish Regiment
Ze verzamelen nabij Scheemda om op te trekken richting Duitsland en daar aan de gevechten deel te nemen.

#### Irish Regiment of Canada
Het Irish Regiment of Canada verjaagt de laatste Duitse troepen uit Wagenborgen en trekt ook door Nieuwolda, maar ondervindt daar geen weerstand.

#### Royal Winnipeg Rifles
Ze voeren gevechtsacties uit rondom Ganzedijk en Hongerige Wolf waar ze ook zwaar onder vuur komen te liggen door de Duitse kustbatterijen. Ze weten Hongerige Wolf te bevrijden, maar weten de Dollarddijk niet te bereiken.

#### Regina Rifle Regiment
Deze eenheid trekt op oostelijk van de Royal Winnipeg Rifles en trekken op richting Drieborg. Ze weten de Dollarddijk wel te bereiken en sluiten daarmee de weg naar Duitsland over land voor de Duitse troepen af.

#### Westminster Regiment
Dit regiment vecht deze dag zowel ten zuiden als ten noorden van Delfzijl. Ze trekken o.a. op vanuit Winsum richting Warffum en Uithuizen, maar tevens zijn eenheden actief ten noorden van Oostwold.

#### 8th New Brunswick Hussars
Tanks van deze eenheid zijn te vinden in Noordbroek, Siddeburen en Oostwold. Ze geven vuursteun aan de infanterie-eenheden.

## Dag 3: 25 april 1945

#### Perth Regiment
Het Perth Regiment voert nog steeds zware gevechten rondom Holwierde en maken erg weinig vorderingen. Met name de kustbatterij Nansum maakt het leven van de infanteristen erg zwaar. Ze hebben de zeedijk nog steeds niet bereikt.

#### British Columbia Dragoons
Ze hebben Appingedam compleet in handen en gebruiken tanks om vuursteun te geven. Tevens beschieten ze doelen in en rondom Delfzijl. Ze voeren ook gevechten rondom de oude steenfabriek ten noorden van Appingedam waar nog enkele Duitse soldaten actief zijn.

#### Canadian Scottish Regiment
Deze eenheid wordt uit de strijd genomen en trekt op richting Duitsland om daar verder te gaan vechten. Ze hergroeperen en maken bivak rondom Bad Nieuweschans

#### Irish Regiment of Canada
Eenheden zijn actief ten noorden van Wagenborgen, trekken op richting Schaapbulten en Wilderhof en verkennen de omgeving van Steendam richting Tjuchem, waar ze al snel vaststellen dat diverse bruggen over het afwateringskanaal zijn opgeblazen.

#### Royal Winnipeg Rifles
Deze eenheid is uit de strijd om Delfzijl genomen en trekt op richting Duitsland om daar verder te gaan vechten.

#### Regina Rifle Regiment
Ze zijn actief in de strijd en trekken op richting de Dollarddijk om de laatste Duitse eenheden onschadelijk te maken. De Marine-Flak-Batterie Dollard-Süd wordt ingenomen na bombardementen, beschietingen en grondgevechten. De unit weet redelijk eenvoudig Nieuwe Statenzijl te bereiken.

#### Westminster Regiment
Het grootste deel van dit regiment trekt op vanuit Nieuwolda richting het oosten/noordoosten om ten zuiden van Woldendorp de zeedijk te bereiken.

#### Cape Breton Highlanders
Deze eenheid wordt toegevoegd aan de Canadese troepen en bivakkeert bij Loppersum om zich gereed te maken voor de komende strijd rondom Delfzijl.

#### 8th New Brunswick Hussars
De cavalerie is actief in Godlinze en ten noorden van Oostwold.

## Dag 4: 26 april 1945

#### Perth Regiment
Ze weten deze dag eindelijk de zeedijk te bereiken en trekken vanuit Bierum. Holwierde is nog steeds het toneel van zware gevechten en beschietingen. De kustbatterij Nansum, verantwoordelijk voor de zware beschietingen, is nog steeds niet uitgeschakeld.

#### British Columbia Dragoons
Eenheden trekken vanuit Appingedam in noordelijke richting om ondersteuning te geven aan het Perth Regiment. Eenheden trekken door Krewerd en Jukwerd om vanuit de zuidzijde Holwierde te benaderen.

#### Irish Regiment of Canada
Het Irish Regiment is actief ten zuiden van Delfzijl. Ze trekken op vanuit Wagenborgen richting Schaapbulten en bevrijden Meedhuizen. Hier kunnen ze niet verder optrekken, omdat de brug over het afwateringskanaal is vernield. Ze gebruiken de aardenbaan van het Woldtjerspoor om vanuit het zuiden op te trekken richting Delfzijl. Ze maken vorderingen richting Geefsweer en bevrijden Zomerdijk.

#### Westminster Regiment
Het Westminster Regiment maakt zich klaar om Woldendorp te bevrijden. Tussen Woldendorp en de zeedijk komen ze echter onder zwaar vuur te liggen, waardoor de opmars stokt.

#### Cape Breton Highlanders
Deze eenheid is nog niet actief en maakt zich gevechtsklaar in Loppersum.

#### 8th New Brunswick Hussars
Tanks van het 8th New Brunswick Hussars komen vast te zitten tussen Wagenborgen en Schaapbulten, waardoor ze makkelijke doelwitten worden voor de Duitse artillerie. Ook trekken tanks op richting Woldendorp om ondersteuning te geven aan het Westminster Regiment.

## Dag 5: 27 april 1945

#### Perth Regiment
Eenheden trekken langzaam op richting kustbatterij Nansum, maar de vorderingen zijn minimaal.

#### British Columbia Dragoons
Tanks en infanterie zijn actief ten noorden van Appingedam en voeren beschietingen uit op Nansum en kustbatterij Delfzijl. Ook worden mobiele Duitse stellingen tussen Appingedam en Delfzijl onder vuur genomen.

#### Irish Regiment of Canada
Er worden weinig vorderingen gemaakt op deze dag. Eenheden in Zomerdijk, Schaapbulten en ten zuiden van Geefsweer komen onder vuur te liggen, waardoor verder optrekken niet lukt.

#### Westminster Regiment
Dit regiment voert zware gevechten in en rondom Woldendorp. Dit dorp wordt vanuit zuidelijke en westelijke richting binnengetrokken, maar ze komen onder zwaar vuur te liggen. De Duitse bezetter verdedigt Woldendorp fel. Ongeveer 80% van het dorp wordt bevrijd.

#### Cape Breton Highlanders
Deze eenheid is nog niet actief en maakt zich gevechtsklaar in Loppersum.

#### 8th New Brunswick Hussars
Eenheden zijn actief rondom Bierum/Holwierde, Schaapbulten en Woldendorp. Met name in Woldendorp is hun inzet van belang om het Westminster Regiment te ondersteunen.

## Dag 6: 28 april 1945

#### Perth Regiment
Wederom ziet dit regiment een dag van zware gevechten en beschietingen. Ze maken wederom weinig vordering, maar weten uiteindelijk kustbatterij Nansum wel in te nemen.

#### British Columbia Dragoons
Tanks en infanterie zijn actief in Krewerd en voeren deze dag wederom beschietingen uit op mobiele Duitse stellingen in het gebied rondom Uitwierde en Marsum.

#### Irish Regiment of Canada
Het Irish trekt op richting Weiwerd en Heveskes, maar alhier komen ze onder zwaar vuur te liggen. Ze krijgen vuursteun vanuit Wagenborgen. De spoordijk van het Woldjerspoor wordt gebruikt om dekking te krijgen. Ze maken langzaam vordering om Delfzijl vanuit zuidelijke richting in te nemen.

#### Westminster Regiment
De eenheid weet geheel Woldendorp te bevrijden en trekt in noordelijke richting op naar Baamsum. Ze maken zich klaar om Termunten en Termunterzijl te bevrijden.

#### Cape Breton Highlanders
De eenheid neemt nu actief deel en trekt op vanuit Losdorp en Bierum op om Duitse troepen in Delfzijl vanuit noordelijke richting aan te vallen.

#### 8th New Brunswick Hussars
Met name in Woldendorp ziet de eenheid gevechtsacties. Maar ook nemen ze actief deel aan de inname van de kustbatterij Nansum. Andere eenheden maken zich gevechtsklaar in Wagenborgen, terwijl vanaf Schaapbulten vuursteun wordt gegeven ter ondersteuning van het Irish Regiment of Canada.

## Dag 7: 29 april 1945

#### Perth Regiment
Nansum wordt geheel ingenomen, waarna de eenheid bivak maakt tussen Nansum en Holwierde om bij te komen van de zware strijd in de voorgaande dagen. Ze worden nog wel onder vuur genomen vanuit Delfzijl, maar verdere gevechtsacties worden niet gezien deze dag.

#### British Columbia Dragoons
Deze eenheid trekt langzaam op richting Uitwierde en Biessum, maar weten deze dorpen nog niet te bereiken vanwege de beschietingen vanuit kustbatterij Delfzijl. Tanks van deze eenheid ondersteunen diverse gevechtsacties en ze weten eenheden van het Perth Regiment te bereiken.

#### Irish Regiment of Canada
De soldaten van dit regiment trekken vanuit Heveskes op richting Oterdum en Termunten. Weiwerd en Heveskes zijn nog niet bevrijd.

#### Westminster Regiment
Het Westminster Regiment trekt op naar Termunten en Termunterzijl. Termunten wordt bevrijd en de weerstand van de Duitse bezetter wordt minder, waardoor goede vorderingen gemaakt kunnen worden.

#### Cape Breton Highlanders
De Cape Breton Highlanders voegen zich bij het Perth Regiment en maken zich klaar om Delfzijl vanuit noordelijke richting in te trekken.

#### 8th New Brunswick Hussars
Eenheden zijn zowel ten noorden (Holwierde) als ten zuiden (Termunten) actief in het ondersteunen van de infanterie-eenheden.

## Dag 8: 30 april 1945

#### Perth Regiment
Ten noorden van Delfzijl worden goede vorderingen gemaakt. Vanuit Holwierde wordt de noordkant van Delfzijl bereikt.

#### British Columbia Dragoons
Deze eenheid weet Marsum in te nemen en kan ook Biesum bevrijden. Ze trekken samen op met het Perth Regiment. Ook weet de eenheid aan de westzijde richting Delfzijl op te trekken. Ze weten langs het Damsterdiep de westelijke zijde van Delfzijl te bereiken.

#### Irish Regiment of Canada
Oterdum wordt bevrijd en ook Borgsweer wordt ingenomen. Tevens weet de eenheid Termunterzijl te bevrijden. Eenheden voeren zware gevechten rondom Heveskes, maar ondanks zware beschietingen wordt ook dit dorp bevrijd.

#### Westminster Regiment
De doelstelling is om kustbatterij Fiemel in te nemen. Eenheden trekken op langs de zeedijk en weten Fiemel te bereiken, maar nog niet in te nemen. Ook nemen onderdelen deel aan de bevrijding van Termunterzijl en zijn ze actief tussen Termunterzijl en Borgsweer.

#### Cape Breton Highlanders
De Cape Breton Highlanders drukken door aan de noordzijde van Delfzijl. Samen met de British Columbia Dragoons nemen ze Biesum in. De pocket Delfzijl wordt nu zienderogen kleiner.

#### 8th New Brunswick Hussars
De eenheden zijn actief en ondersteunen gevechten rondom Uitwierde, Borgsweer, Termunten en Heveskes.

## Dag 9: 1 mei 1945

#### Perth Regiment
Het Perth Regiment trekt zich terug uit de strijd en mag op adem komen in het basiskamp te Wagenborgen.

#### British Columbia Dragoons
De unit weet op te trekken tot voorbij Dethmers Eiland en trekt langs de Farmsumerweg op richting Farmsum.

#### Irish Regiment of Canada
De eenheden maken zich klaar voor de beslissende slag rondom Weiwerd en Farmsum. De eenheden liggen onder vuur vanuit Emden en Delfzijl.

#### Westminster Regiment
Het regiment weet Fiemel in te nemen. Hiermee is een beslissende stap gezet in het ontmantelen van de Duitse verdediging.

#### Cape Breton Highlanders
Ze trekken door Delfzijl-Noord en weten zelfs nabij het centrum van Delfzijl te komen. Kustbatterij Delfzijl wordt ingenomen. Delfzijl-West wordt bevrijd.

#### 8th New Brunswick Hussars
Units geven ondersteuning aan de Cape Breton Highlanders en het Irish Regiment.

## Dag 10: 2 mei 1945 (Delfzijl wordt bevrijd)

#### Perth Regiment
Eenheden weten Farmsum te bereiken en ondersteunen in het innemen van Weiwerd.

#### British Columbia Dragoons
Het centrum van Delfzijl wordt ingenomen en de haven valt in geallieerde handen. Ook trekt de eenheid over het Eemskanaal om Farmsum vanuit westelijke richting te naderen.

#### Irish Regiment of Canada
Samen met eenheden van het Perth Regiment wordt Weiwerd ingenomen. Ook worden de laatste verzetshaarden in Farmsum onschadelijk gemaakt. Farmsum wordt bevrijd. Enkele soldaten weten het centrum van Delfzijl te bereiken en maken contact met Cape Breton Highlanders.

#### Westminster Regiment
Deze eenheid wordt teruggetrokken uit de strijd en vertrekt uit de regio.

#### Cape Breton Highlanders
Ze weten Delfzijl te bevrijden en maken de laatste verzetshaarden onschadelijk. Ze bevrijden Farmsum vanuit noordelijke richting en weten contact te maken met het Irish Regiment of Canada.

#### 8th New Brunswick Hussars
De tanks ondersteunen het Irish Regiment of Canada in de doorbraak bij Weiwerd.

## Samenstelling 5e Pantserdivisie
De 5e Canadese legerdivisie bestond ten tijde van "operation Canada" uit de volgende legereenheden:
- 5th Canadian Armoured Brigade
  - 2nd Armoured Regiment (Lord Strathcona's Horse (Royal Canadians))
  - 5th Armoured Brigade (8th Princess Louise's (New Brunswick) Hussars)Majoor-Generaal B.M. Hoffmeister in de koepel van een Sherman-tank, 23 mei 1944

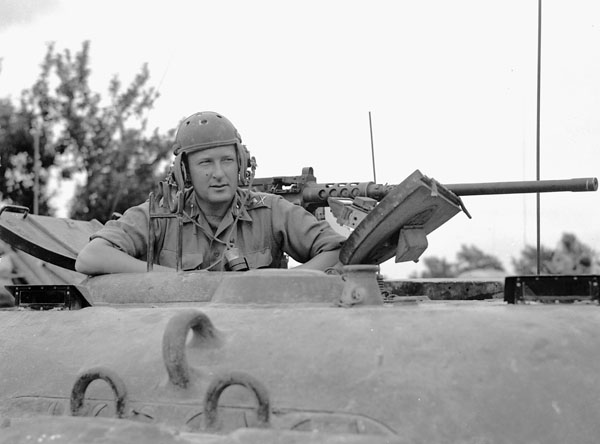
Majoor-Generaal B.M. Hoffmeister in de koepel van een Sherman-tank, 23 mei 1944

  - 9th Armoured Regiment (The British Columbia Dragoons)
  - The Westminster Regiment

- 11th Canadian Infantry Brigade
  - 11th Independent Machine Gun Company
  - The Perth Regiment
  - The Cape Breton Highlanders
  - The Irish Regiment of Canada
  - The Governor General's Horse Guards
- Overige eenheden
  - 17th Field Regiment, RCA
  - 8th Field Regiment (Self-Propelled), RCA
  - 4th Anti-Tank Regiment, RCA
  - 5th Light Anti-Aircraft Regiment, RCA
  - 5th Canadian (Armoured) Divisional Signals
  - Elgin Regiment

De commandant van de divisie was Majoor-Generaal Bertram Meryl (Bert) Hoffmeister (15 mei 1907 - 4 december 1999). Als dank voor zijn inzet tijdens de bevrijding van Nederland is Hoffmeister onderscheiden als Grootofficier in de Orde van Oranje Nassau.